# Vrčon
Vrčon je priimek več znanih Slovencev:
- Bogdan Vrčon (*1963), slikar
- Branko Vrčon (1907—1990), pravnik, novinar in prevajalec
- Damijan Vrčon (*1968), šahist
- Dominik Vrčon, filmski snemalec in kulturni producent
- Franjo Vrčon (1902—2001), časnikar
- Kristina Vrčon (um. i. Kristin Čona), glasbenica, pevka (balans)
- Robert Vrčon (*1960), etnolog, etnomuzikolog, operni pevec - baritonist
- Stanko Vrčon (1913—1976), zdravnik (ZDA)